# Nutrixxion Sparkasse/Saison 2011
Dieser Artikel listet Erfolge und Mannschaft des Radsportteams Nutrixxion Sparkasse in der Saison 2011 auf.

## Erfolge in der UCI Europe Tour
In den Rennen der Saison 2011 der UCI Europe Tour gelangen die nachstehenden Erfolge.
| Datum        | Rennen                                      | Kat. | Sieger             |
| ------------ | ------------------------------------------- | ---- | ------------------ |
| 6. April     | 1. Etappe Grand Prix of Sochi               | 2.2  | Grischa Janorschke |
| 6.–10. April | Gesamtwertung Grand Prix of Sochi           | 2.2  | Björn Schröder     |
| 2. Juli      | 4. Etappe Course de la Solidarité Olympique | 2.1  | Steffen Radochla   |

## Abgänge – Zugänge
| Zugänge          | Team 2010   | Abgänge            | Team 2011    |
| ---------------- | ----------- | ------------------ | ------------ |
| Björn Schröder   | Team Milram | Philipp Mamos      | Amore & Vita |
| Sebastian Körber | Neoprofi    | René Obst          | Team NSP     |
|                  |             | Kim Lachmann       | Karriereende |
|                  |             | Lars Wackernagel   | Karriereende |
|                  |             | Patrick Schachtner | Unbekannt    |
|                  |             | Mitja Schlüter     | Unbekannt    |
|                  |             | Jan Eric Schwarzer | Unbekannt    |

## Mannschaft
| Name               | Geburtstag         | Nationalität |
| ------------------ | ------------------ | ------------ |
| Sebastian Forke    | 13. März 1987      | Deutschland  |
| Sergej Fuchs       | 21. Februar 1987   | Deutschland  |
| Grischa Janorschke | 30. Mai 1987       | Deutschland  |
| Sebastian Körber   | 1. März 1984       | Deutschland  |
| Erik Mohs          | 12. Oktober 1986   | Deutschland  |
| Dirk Müller        | 4. August 1973     | Deutschland  |
| Steffen Radochla   | 19. Oktober 1978   | Deutschland  |
| Björn Schröder     | 27. Oktober 1980   | Deutschland  |
| Michael Schweizer  | 16. Dezember 1983  | Deutschland  |
| Max Stahr          | 6. Februar 1991    | Deutschland  |
| Benjamin Sydlik    | 13. September 1990 | Deutschland  |

## Platzierungen in UCI-Ranglisten
UCI Asia Tour 2011
|      | Fahrer             | Punkte |
| ---- | ------------------ | ------ |
| 94.  | Grischa Janorschke | 32     |
| 167. | Dirk Müller        | 14     |
| 199. | Sebastian Forke    | 11     |
| 222. | Steffen Radochla   | 9      |

UCI Europe Tour 2011
|       | Fahrer             | Punkte |
| ----- | ------------------ | ------ |
| 55.   | Grischa Janorschke | 181    |
| 103.  | Steffen Radochla   | 124    |
| 271.  | Björn Schröder     | 58     |
| 480.  | Michael Schweizer  | 31     |
| 752.  | Dirk Müller        | 12     |
| 820.  | Erik Mohs          | 10     |
| 1139. | Benjamin Sydlik    | 3      |
| 1212. | Sebastian Forke    | 2      |